# 인테르돔
인테르돔은 러시아 이바노보에 위치한 외국인 특수 학교이다. 1933년에 창립되었고 전 세계에서 온 공산당원들이 이곳에서 공부를 했었다. 마오쩌둥의 아들도 이곳에서 공부했다.